# PaniCrew
PaniCrew（パニクルー）は、1998年結成、2000年デビューのダンスパフォーマンスグループ。所属事務所はBIG UP、レコード会社はポニーキャニオン。植木はソロ活動としてアミューズに所属している。

## 来歴
- 1998年

それぞれ別々のチームで活動していた各メンバーが「3D Conection & New Power G」という合同チームで「JAPAN DANCE DELIGHT」というダンスの大会に出場し優勝を飾る。その後、芸能界入りを目指すために、11人いたメンバーから現在の8人でPaniCrewを結成することとなる。
植木はイギリスで開催されたブレイクダンスの世界大会「UK B-Boy Championships」にて日本代表チーム「The Spartanic Rockers」の一員として初出場・初優勝の快挙を成し遂げ、ドイツで行われた世界大会「Battle of the Year」に日本人初参加でBest Showを受賞。
- 2000年

11月「ディスコネクション」でメジャーデビュー。デビュー当時の所属事務所はアミューズ。
- 2003年

1月に発売された「WildFlower」のリリースを記念してゲリラライブを企画。しかし公式サイトで事前告知をしたため、予定されていた会場には大勢のファンが駆けつけて騒ぎになりライブは中止。
- 2004年

デビュー当時から所属していた日本コロムビアからBMG JAPANへ移籍し、「SWEAT & TEARS」を発売する。
　　11月18日 赤坂BLITZ杮落とし公演「ONE DAY PaniCrew」開催。
- 2005年

3月14日より「FDVS（フレッシュ・ダンス・バラエティー・ショー） VII〜風神VS雷神 日本縦断carnaval〜」を開催。
5月1日 東京・渋谷にダンススクール「Skill Jam」を開校する。
5月18日に9枚目のシングル「風神 〜God of Wind〜」を発売。同曲はゲームソフト「レーシングバトル -C1 GRAND PRIX-」のテーマソングとして起用された。
7月27日には10枚目のシングル「Shake Your Rump」を発売する。
11月2日に11枚目のシングルでPaniCrew初の両A面シングルとなる「ヒトヒラノ雪/ With」を発売（「ヒトヒラノ雪」は作詞・作曲をメンバーの植木が、「With」は作詞を植木と佐々木が担当）。「ヒトヒラノ雪」はテレビ朝日系で放送中の「ビートたけしのTVタックル」のエンディングテーマに、「With」がサトウ製薬「ストナ」のCMソングに起用される。
12月7日に2年8ヶ月ぶりとなる3rdアルバム「POPPERS'TRIBE」・「SWEAT&TEARS」〜「ヒトヒラノ雪」までの活動をダイジェストで収めたDVD「POPPERS'TRIBE DA MOVIE」が同時発売された。
12月16日より2006年1月15日まで「フィジカルシアター ØEN I ØST（ウーエン・イ・ウースト）」に出演。TEAM NACSの安田顕、音尾琢真、森弘一郎、クレメンス・テリングらと共演（12月16日 - 23日は本公演に先駆けて行われたトライアル公演、1月3日 - 15日は本公演）。
- 2006年

3月21日「世界ダウン症の日 ONE＋LOVE WORLD」イベントが初開催され、ゲストとして出演。
5月8日より、植木が「ダイワハウス Special 企画ユニット 地球ゴージャスプロデュース公演Vol.8 HUMANITY THE MUSICAL 」に出演。
6月末をもってアミューズを離れ、7月1日より新たに設立した事務所「BIG UP」に移った。植木のソロ活動については、今までどおりアミューズがマネージメントする。
3度目のFC旅行「Fresh Dance Variety Tours !? vol.3」が、沖縄にて10月28日 - 30日に開催された。
- 2007年

堀内が、4月15日に元女子プロレスラー納見佳容と入籍したことを公式サイトで発表。
　11月「FDVS（フレッシュ・ダンス・バラエティー・ショー） VIII〜8にんだよ全員集合！〜」開催。
- 2008年

3月7日「世界ダウン症の日 ONE＋LOVE WORLD」イベントテーマソング「ONE＋LOVE WORLD」発売。
　11月 結成10周年記念ライブ「PaniCrew 10th Anniversary Party 〜Get the Panic!〜」開催。
- 2014年

株式会社BIGUPシアターとして、レストランシアター「浅草六区ゆめまち劇場」がオープン。歌やダンス、パフォーマンスなど様々な要素が入ったショーステージを中野智行が多数演出している。こけら落とし公演は世界的パフォーマー「が〜まるちょば」。
植木が演出の「WASABEATS2014」がスタート。 国内外で活躍する日本人ダンサーを迎えたノンバーバルダンスショーを演出。以降、「WASABEATS2015・2016」を手がけ、2016年には海外公演（香港）を開催し好評を得た。
- 2015年

2月25日新曲「Silky Dance」が配信限定でリリース。
- 2018年

植木が演出を務める「BREAK FREE」が世界最大の演劇祭『エディンバラ・フェスティバル・フリンジ』にて8月から3 - 4週間にわたってロングラン公演された。 初のヨーロッパ公演にもかかわらず開幕6日目にしてチケットはソールドアウト、THE ASIAN ARTS AWARDの「BEST PERFORMANCE賞」を受賞。
THE ASIAN ARTS AWARDは、『エディンバラ・フェスティバル・フリンジ』でのアジア各国のアーティスト・アートを促進する目的で発足され、BEST PRODUCION・BEST DIRECTOR・BEST COMEDYそしてBEST PERFORMANCEの4部門が存在するものの、発足以来「BEST PERFORMANCE賞」に選ばれた作品はなく、史上初の快挙を成し遂げた。
水野が舞台「テイルズ オブ ザ ステージ 〜ローレライの力を継ぐ者〜」の編曲を担当。
　11月　大阪・東京で「20th Anniversary Live」開催。
- 2019年

レストランシアター「浅草六区ゆめまち劇場」が5年間の契約満了により閉館される。
植木が「ヒプノシスマイク-Division Rap Battle-」を演出し話題となる。

## メンバー
- 笠原康哉（かさはら やすちか、1969年10月2日（55歳） - ）B型、兵庫県出身
- 森田繁範（もりた しげのり、1973年1月26日（52歳） - ）O型、大阪府出身
- 中野智行（なかの ともゆき、1974年3月14日（51歳） - ）A型、大阪府出身
- 堀内和整（ほりうち かずよし、1974年11月11日（50歳） - ）A型、大阪府出身
- 佐々木洋平（ささき ようへい、1974年8月5日（50歳） - ）A型、大阪府出身
- 山本崇史（やまもと たかし、1975年10月27日（49歳） - ）B型、大阪府出身
- 水野哲也（みずの てつや、1975年11月21日（49歳） - ）A型、大阪府出身
- 植木豪（うえき ごう、1975年12月15日（49歳） - ）A型、福岡県出身

## ディスコグラフィ

### シングル
「Wild Flower 〜花のしらべ〜」まではコロムビアから、「SWEAT & TEARS」から「ヒトヒラノ雪/With」まではBMG JAPANから、「Growing & Learning」以降はポニーキャニオンより発売されている。

### アルバム
|              | 発売日                       | タイトル                                 | 規格品番                                        | 収録曲 | 備考                          |
| ------------ | ---------------------------- | ---------------------------------------- | ----------------------------------------------- | --- | ----------------------------- |
| インディーズ | 1999年9月22日                | Project P                                | PWCL-1                                          | 1. 汚レタ手-Nasty Hands 2. 悲しくて悲しくて 3. Can I get da "P"! 4. Never Mind | FLEX                          |
| 1st          | 2002年1月30日 2009年08月24日 | Welcome 2 da Dancefilia                  | COCP-31771 CORR-10416:オンデマンドCD            | 1. to the Dancefilia【作曲編曲:G.M-KAZ】 2. Go for it!【作詞:C.Close（黒須チヒロ）,PaniCrew/作曲:PaniCrew/編曲:飯田高広】 3. コイバナ【作詞作曲:広瀬香美/編曲:野崎貴潤】 4. LOVEfilia【作詞:売野雅勇/作曲編曲:本間昭光】 5. GLIDE & WIPE 〜Pump it Up' body〜 [DJ Tetsu's Mix]【作詞作曲:Amp/編曲:米光亮】 6. My Little Step【作詞:井手コウジ/作曲編曲:岩崎文紀】 7. Paradise Bonnie【作詞:売野雅勇/作曲編曲:本間昭光】 8. Something you left me【作詞:森雪之丞,PaniCrew/作曲編曲:後藤次利】 9. あの夏の約束【作詞作曲:C.Close（黒須チヒロ）/編曲:岩崎文紀】 10. レッツ ゴー・クレイジー!【作詞:C.Close（黒須チヒロ）,PaniCrew/作曲:オオヤギヒロオ/編曲:小西貴雄】 11. 七つの武器【作詞:ダンス★マン,PaniCrew/作曲:ダンス★マン/編曲:ダンス★マン,KAWA★MAN】 12. All for One【作詞:U-SKY/作曲編曲:笹本安詞】 13. DisCoNection [Album take]【作詞:C.Close（黒須チヒロ）,PaniCrew/作曲:オオヤギヒロオ/編曲:小西貴雄】 14. What's going on【作詞:C.Close（黒須チヒロ）/作曲編曲:滝沢淑行】 | オリコン最高10位、登場回数3回 |
| 2nd          | 2003年3月19日 2009年08月24日 | Voice of Joker                           | COCP-31947 COCP-32143 CORR-10417:オンデマンドCD | 1. LILY【作詞作曲:井手コウジ/編曲:井手コウジ,永井誠一郎】 2. ココロランニング 〜僕達がキスをする理由〜【作詞:浜崎貴司,PaniCrew/作曲:本間昭光/編曲:CHOKKAKU】 3. Wild Flower 〜花のしらべ〜【作詞作曲編曲:シライシ紗トリ】 4. Attitude【作詞作曲PaniCrew:/編曲:h-wonder】 5. Friendship【作詞作曲:井手コウジ/編曲:井手コウジ,米光亮】 6. 夜のトビラ【作詞作曲:Amp/編曲:井手コウジ】 7. Beats P.C 〜welkin〜【作曲編曲:G.M-KAZ,PaniCrew】 8. BLOW UP【作詞:笹本安詞,KATSU/作曲編曲:笹本安詞】 9. Red and Blue【作詞:阿閉真琴/作曲:Gajin/編曲:滝沢淑行】 10. KISS×××【作詞:KATSU/作曲編曲:本間昭光】 11. FANTASTIC VOYAGE【作詞:井手コウジ/作曲編曲:本間昭光】 12. Snow Jewel【作詞:森雪之丞/作曲編曲:本間昭光】 13. NOW.COM 〜サガと純情〜【作詞:浜崎貴司/作曲編曲:本間昭光】 14. BASKET BALL【作詞作曲編曲:Amp】 15. もう少しだけこのままで【作詞作曲編曲:ダンス★マン】 | オリコン最高28位、登場回数3回 |
| ベスト       | 2004年3月17日                | THE BEST                                 | COCP-32674:初回生産限定盤 COCP-32675:通常盤     | 通常盤CD 1. BASKET BALL 2. Wild Flower 〜花のしらべ〜 3. LOVEfilia 4. 聖域 -Sanctuary- 5. Paradise Bonnie 6. レッツ ゴー・クレイジー! 7. FANTASTIC VOYAGE 8. DisCoNection 9. 夜のトビラ 10. 素敵なカンケイ (Bonus Track) 初回生産限定盤CD 1. BASKET BALL 2. Wild Flower 〜花のしらべ〜 3. LOVEfilia 4. 聖域 -Sanctuary- 5. Paradise Bonnie 6. レッツ ゴー・クレイジー! 7. FANTASTIC VOYAGE 8. DisCoNection 9. 夜のトビラ 10. Step by Step -Unreleased Track- 11. 花火 -Extended Version- 12. SNOWfilia 13. Can I get da “P”! 14. 素敵な人生 (Bonus Track) 15. 素敵なカンケイ (Bonus Track) 初回生産限定盤DVD 1. DisCoNection -Unreleased Version- 2. 聖域 -Sanctuary-（Performed by "P-Rhythm"） | オリコン最高32位              |
| 3rd          | 2005年12月7日                | POPPERS'TRIBE                            | BVCR-11079                                      | 1. Into da Battle【作曲編曲:DJ TETSU】 2. Shake Your Rump【作詞作曲:井手コウジ/編曲:米光亮】 3. Good Luck【作詞作曲編曲:R・O・N】 4. ヒトヒラノ雪【編曲:深澤秀行】 5. Kaze-Nagare【作詞:堀田義樹/作曲編曲:田辺恵二】 6. ウィンド・ブレイカー 〜星のない夜空の下で〜【作詞:井手コウジ/作曲:吉山隆之/編曲:深澤秀行,吉山隆之】 7. With【作詞:Yo-hey/作曲編曲:米光亮】 8. la carnaval【作詞作曲:井手コウジ】 9. Party!【作詞作曲:KOMU/編曲:米光亮】 10. SWEAT & TEARS【作詞作曲編曲:井手コウジ】 11. 風神 〜God of Wind〜【作詞:井手コウジ/作曲編曲:平間あきひこ】 12. 冒険者【作詞作曲:井手コウジ/編曲:田辺恵二】 13. ONE+LOVE WORLD【作詞:井手コウジ/作曲:清水哲平/編曲:家原正樹】 14. gettin' deeper [BONUS TRACK]【作詞:Gajin,Yo-hey/作曲:Gajin】 15. 素敵な誘惑 <モ・ファンク・リミックス by G.M-KAZ> [BONUS TRACK]【作詞:魁！ジョッパーズ/作曲:原一博】 | オリコン最高68位              |
| 4th          | 2011年10月12日               | INFINITY                                 | YZXL-10030                                      | 1. RESCUE【作詞作曲:GIFTED ONE】 2. ZUTTO【作詞:GO,Yo-hey/作曲:GO】 3. CRAZY【作詞作曲:GIFTED ONE】 4. I'm Free【作詞:GO/作曲:GO,emon/編曲:emon】 5. ガンバレ。【作詞作曲:小田桐ゆうき/編曲:米光亮】 6. right on time feat Nami Tamaki 7. Beats P.C 〜La fin〜 | オリコン圏外                  |
| ベスト       | 2013年11月06日               | 〜15th Anniversary Best〜 Joker's Anthem | COCP-38258                                      | 1. BASKET BALL 2. RESCUE 3. GLIDE & WIPE〜Pump It Up' body〜 4. Wild Flower 〜花のしらべ〜 5. Paradise Bonnie 6. DisCoNection 7. 夜のトビラ 8. SWEAT & TEARS 9. FANTASTIC VOYAGE 10. Glowing & Learning 11. CRAZY 12. 聖域 〜Sanctuary〜 13. ヒトヒラノ雪 14. Shake Your Rump 15. ガンバレ。 16. 天下盗ったる! | オリコン最高166位             |

### ビデオ・DVD
- 8SOUL〜遅すぎた7人と手遅れのブタ（新星堂限定発売/2000年10月8日）
- DisCoNection（2000年12月6日）
- レッツゴー・クレイジー!（2001年3月14日）
- Paradise Bonnie（2001年9月12日/シングルと同時発売）
- LOVEfilia（2001年11月21日/シングルと同時発売）
- ザッツ!ブレイクダンス・エンタテインメントSHOW（2002年3月20日/DVD同時発売）
- Film of Joker（2003年4月2日/DVD同時発売）
- POPPERS'TRIBE DA MOVIE（2005年12月7日）
- PaniCrew Live Tour 2002 フレッシュ・ダンス・バラエティーSHOW IV
- PaniCrew Live Tour 2002 フレッシュ・ダンス・バラエティーSHOW V
- PaniCrew SUPER STREET DANCE ENTERTAINMENT JOKER
- PaniCrew Live Tour 2003 フレッシュ・ダンス・バラエティーSHOW VI 〜師走プロジェクト BREAK!03-04〜

## 魁!ジョッパーズ
「素敵な人生」、「素敵なカンケイ」時のユニット名は『ドラゴンダッシュ』、デビューアルバム以降は『魁！ジョッパーズ』となっている。
- 素敵な人生（アルバム「Welcome 2 da Dancefilia」の初回特典CD）
- 素敵なカンケイ（アルバム「Voice of Joker」の初回プレス分にボーナストラックという形で収録）
- 素敵な誘惑（PaniCrew 8thシングル「SWEAT&TEARS」に同時収録）

|          | 発売日        | タイトル        | 規格品番   | 収録曲 | 備考                          |
| -------- | ------------- | --------------- | ---------- | --- | ----------------------------- |
| アルバム | 2003年6月18日 | 魁!ジョッパーズ | COCP-32273 | 1. 魁!ジョッパーズのテーマ 2. MUKASHIばなし 3. transmission I 4. 理髪店 5. Fighting Club 6. Come on! 7. お願い! DJ 8. 少年のうた 9. Let's go! 10. 全日本体操選手権 11. handling 12. 真剣30代たられ場 13. 【二ヵ国語放送】 14. un-handling 15. 発声練習 その壱 16. 街頭インタビュー 17. transmission III 18. BBS掲示板 19. 夢見るNo.1 | オリコン最高39位              |
| シングル | 2003年9月3日  | 六甲おろし      | COCA-15551 | 1. 六甲おろし (SKA Version) 2. 六甲おろし (Reggae Version) 3. 六甲おろし (Original Version) -Bonus Track- 4. 六甲おろし (SKA Version) -instrumental- 5. 六甲おろし (Reggae Version) -instrumental- | オリコン最高54位、登場回数3回 |

## P-Rhythm
- gettin' deeper（PaniCrew 8thシングル「SWEAT&TEARS」に同時収録）

|             | 発売日        | タイトル           | 規格品番   | 収録曲                                                                                              | 備考                          |
| ----------- | ------------- | ------------------ | ---------- | --------------------------------------------------------------------------------------------------- | ----------------------------- |
| 1stシングル | 2003年9月17日 | 聖域 〜Sanctuary〜 | COCA-15480 | 1. 聖域 -Sanctuary- 2. 花火 3. My Little Step (P-Rhythm Version) 4. 聖域 -Sanctuary- (instrumental) | オリコン最高20位、登場回数5回 |

## ミュージックビデオ
| 監督           | 曲名                                                                             |
| 井上哲央       | 「BASKET BALL」「FANTASTIC VOYAGE」                                              |
| ウスイヒロシ   | 「Wild Flower〜花のしらべ〜」                                                    |
| 大泉共弘       | 「風神〜God of Wind〜」                                                          |
| サイトウトモヲ | 「SWEAT & TEARS」                                                                |
| Nacky          | 「Shake Your Rump」「ヒトヒラノ雪」                                              |
| 保母浩章       | 「DisCoNection」                                                                 |
| 不明           | 「Growing & Learning」「LOVEfilia」「PARADISE BONNIE」「レッツゴー・クレイジー」 |

### P-Rhythm
| 監督   | 曲名                 |
| 井上強 | 「聖域 -Sanctuary-」 |

## 主なライブ・イベント（FDVSを除く）

### メジャーデビュー前
- 1st LIVE（大阪/1998年10月31日）
- 2nd LIVE（大阪/1998年12月23日）
- 3rd LIVE（大阪/1999年4月1日）
- PaniCrew Weekend Live〜この頃のキューティーパニー〜（東京/2000年3月9日・10日）
- PaniCrew Weekend Live〜おいでやす!豪華客船パイパニック号へ〜（東京/2000年5月13日・14日）
- PaniCrew Live「WEST COAST STORY」（大阪・東京/2000年8月15日・16日・26日）

### メジャーデビュー後
- デビュー記念LIVE「PaniCrew〜無敵の3,000人ライブ」（大阪/2000年11月23日）
- デビュー記念イベント（club Asia/2001年1月6日）
- PaniCrew Presents X'mas Party 2002 feat. HEADS & Buzy〜Lets! Get Noisy!（3ヶ所3公演/2002年12月25日 - 27日）
  - 彼らが企画し、同じ事務所のHEADS、Buzyと共演したクリスマスのイベント
- 舞台「JOKER」（3ヶ所22公演/2003年8月7日 - 30日）
- PaniCrew Live House Circuit「真心BEST ALBUM TOUR」（7ヶ所8公演/2004年3月19日 - 30日）
- 「SWEAT&TEARS」発売記念イベント（握手会）（大阪・東京/2004年8月7日・8日）
- Chu-Z My Live2014〜Chu-Z トレイン品川ステラボールに停車Chu♡〜 のオープニングゲスト（東京 - 品川ステラボール/2014年10月5日）
- 8296の日～PaniCrew Premium Party!～（東京 - BERG AND WEST/2015年8月29日）
- FUNエンターテイメント presents ノリノリFestival!（東京/2016年2月7日）
- PaniCrew 18周年記念PARTY@OSAKA】（大阪 - OSAKA BIG CAT/2016年12月22日）
- 世界ダウン症の日2017〜ONE+LOVE WORLD（2017年3月4日）
- PaniCrew カウントダウンパーティー 2017〜2018（東京 - ゆめまち劇場/2017年12月31日）
- PaniCrew20周年記念ワンマンライブ（大阪 - 大阪ＭＵＳＥ/2018年9月21日）
- PaniCrew20周年記念パーティー（東京 - duo MUSIC EXCHANGE/2018年3月27日）
- PaniCrew20周年記念ワンマンライブ追加公演-東京公演（東京 - 浅草六区ゆめまち劇場/2018年11月11日）
- PaniCrew ワンマン〜Hey Say LAST LIVE〜（東京 - 新宿BLAZE/2019年3月10日）

### ファンクラブ旅行
- Fresh Dance Variety Tours !? vol.1 @TSUMAGOI（2004年11月13日・14日）
- Fresh Dance Variety Tours !? vol.2（2005年9月3日 - 5日）
- Fresh Dance Variety Tours !? vol.3 in 沖縄（2006年10月28日 - 30日）
- Fresh Dance Variety Tours !? vol.4 in 韓国（2007年10月）
- Fresh Dance Variety Tours !? vol.5 in 北海道（2008年9月28日 - 30日）
- Fresh Dance Variety Tours !? vol.6 in 富士（2009年7月11日 - 13日）
- Fresh Dance Variety Tours !? vol.7 in グアム（2010年12月17日 - 20日）
- Fresh Dance Variety Tours !? vol.8 in 大阪（2011年11月4日 - 6日）
- Fresh Dance Variety Tours !? vol.9 in 昼神温泉（2012年10月26日 - 28日）
- Fresh Dance Variety Tours !? vol.10 in 長野（2015年7月10日 - 12日）
- Fresh Dance Variety Tours !? vol.11 in 南紀白浜（2016年7月1日 - 3日）
- Fresh Dance Variety Tours !? vol.12 in 沖縄（2017年10月27日 - 29日）
- Fresh Dance Variety Tours !? vol.13 in 伊東温泉（2018年10月19日 - 21日）
- Fresh Dance Variety Tours !? vol.14 in 京都（2019年12月14日 - 16日）

## Fresh Dance Variety Show
「フレッシュ・ダンス・バラエティー・ショー」というツアータイトルは…
「ダンスや歌など、それぞれを観ている人たちに新鮮な気持ちを届けていきたい」という思いから名づけられたもの（命名したのは堀内らしく、「知っている単語を並べてつけた（佐々木談）」とか）。
- フレッシュ・ダンス・バラエティーSHOW（3ヶ所5公演/2001年3月28日・29日、4月21日・22日、5月6日）
- フレッシュ・ダンス・バラエティーSHOW II（5ヶ所5公演/2001年8月16日 - 26日）
- フレッシュ・ダンス・バラエティーSHOW III（3ヶ所3公演/2001年11月24日 - 28日）
- フレッシュ・ダンス・バラエティーSHOW IV（8ヶ所9公演/2002年3月20日 - 30日、4月1日 - 19日）
- フレッシュ・ダンス・バラエティーSHOW V（8ヶ所14公演/2002年10月2日 - 31日、11月13日/東京で再追加公演）
- フレッシュ・ダンス・バラエティーSHOW VI（3ヶ所6公演/2003年12月15日 - 31日）
- フレッシュ・ダンス・バラエティーSHOW VII〜風神VS雷神 日本縦断carnaval〜（9ヶ所10公演/2005年3月14日 - 31日、4月1日）

## エピソードなど
- 居候していた時、メンバー内には「女人禁制」、「その家で飼われている犬の散歩を交代制で行う」、「メンバー内の恋愛禁止」という3つの規律があった。
- 堀内は、インディーズ時代のPerfumeの楽曲「おいしいレシピ」の振り付けを担当した。Perfumeは当時まだ中学生で、ティーンズアイドルらしい振りを付けたので、堀内は顔を真っ赤にしながらPerfumeにお手本の振りを見せたという。
- マクロスFでランカ・リー（中島愛）が歌う「星間飛行」の振り付けを担当したのは佐々木洋平である。
- 須藤元気でWORLD ORDERの初期メンバー招集と、ダンス指導を担当したのは笠原康哉である。
- AKB48でチームドラゴンの楽曲「心の羽根」の振り付けを担当したのは笠原康哉である。
- AKB48がウィークリーチャート初登場1位を初めて獲得した楽曲「RIVER」の前奏部分の振り付けを担当したのは森田繁範である。[1] なお、森田は同グループの楽曲「涙サプライズ!」のPVに出演している。
- PaniCrew内ユニットとして、笠原、堀内、中野、森田が「魁ジョッパーズ」として活動し、植木、佐々木、水野、山本が「P-Rhythm」として活動しているが、更に8人の中でも存在感が薄いとして、水野、山本が「シャドーズ」を結成している。水野が「シャ」山本が「ドーズ」である。
- 新日本プロレス、DRAGON GATE一部選手にアクロバット指導も行う。
- 山本はヨガを極め始めており「片岡鶴太郎さんの気持ちがわかる」と話す程である。
- 笠原はバイク好きが高じ、バイクYouTuberとして「走れ!かっさんチャンネル」を開設し、レストア動画やバイクで各地を巡る動画を公開している。
- 佐々木はアイドル事務所「株式会社グッドチョイスエンターテイメント」を経営している。
- 中野は舞台演出を多く手掛けている。Twitterでポエムの様なツイートを多数つぶやく為、ポエムツイートを減らすようにメンバーに注意されたことがある。
- 水野は舞台等の音楽、編曲を担当する傍ら、アミューズが所有する「アミューズカフェシアター」にも出演している。
- 現在は会社経営を行いながらPaniCrewとして活動しているメンバーが多い。

## テレビ番組
- Chacktee! 〜パニクルーの絶対アジア宣言〜（1999年10月 - 2000年3月）テレビ大阪
- ゲッパニ!（2000年5月 - 2001年3月）テレビ大阪
- 三宅裕司のドシロウト（2000年4月5日 - 2006年3月30日）山口放送
- グッド★コンビネーション 第1話 - 卓哉 役 （2001年）NHK
- うたばん（2001年11月22日）TBSテレビ
- たけしの誰でもピカソ（2001年 - 2004年8月）テレビ東京
- オレたちXXXやってま〜す （2002年4月 - 2003年3月）MBSラジオ
- 今宵ゴージャス!（2008年7月29日）NHK - 植木のみ
- ミッドナイトステージ館＊歌謡シアター「ラムネ〜木綿のハンカチーフ編」（2009年3月20日）NHK衛星第2（BS-2） - 植木のみ
- スッキリ!!（2009年6月1日）日本テレビ
- あり得ない 第5話（2010年2月10日）MBSテレビ
- タンブリング 第8話（2010年6月5日）TBSテレビ - 植木のみ
- Boot!（2011年5月9日 - 5月14日）TBSテレビ
- スーパーキッズダンスTV（2011年7月 - ）TwellV - 佐々木のみ
- ごきげんライフスタイル よ〜いドン!「となりの人間国宝さん」（2016年2月17日・2月21日）関西テレビ - KASSANのみ
- 西川きよしのおしゃべりあるき目です（2016年3月29日）ABCテレビ - KASSANのみ
- おはスタ（2015年2月23日・2016年5月27日・6月3日）テレビ東京 - 植木・佐々木のみ
- 地球ゴージャスプロデュース公演]Vol.8「HUMANITY THE MUSICAL 〜モモタロウと愉快な仲間たち〜」（2018年8月31日・2019年2月11日※再放送）TBSチャンネル1 - 植木のみ
- 天才てれびくん（2019年5月）NHK Eテレ - KASSANのみ
- 投稿！30秒ダンス動画選手権　〜THE CIRCUS！の魅力を知ろう〜（2019年08月10日）フジテレビ - 植木のみ

## ダンスコンテスト受賞歴
- '98ジャパンストリートダンスコンテスト - 優勝
- ALL JAPAN DANCE DELIGHT - グランプリ
- 第2ラジオトロン　ダンスコンテスト - 優勝
- デッセジェニーコンテスト - 優勝
- トゥルースクールコンテスト - 優勝
- デューヤ第5回ダンスコンテスト - 優勝
- 天下一舞踏会 - 優勝
- 西日本大道芸フェスティバル - 優勝
- ビオルネ　ダンスコンテスト - 優勝
- DANCE DELIGHTソロバトルコンテスト - 優勝